# Paul von Rheinbaben (General)
Paul Georg Kaspar von Rheinbaben (* 6. Januar 1834 in Berlin; † 11. September 1905 in Potsdam) war ein preußischer Offizier, zuletzt Generalleutnant.

## Leben

### Herkunft
Er entstammte dem Schlesischen Adelsgeschlecht von Rheinbaben und war der Sohn von Karl von Rheinbaben (* 10. Juni 1798 in Magdeburg; † 4. Januar 1855 in Dresden) und dessen Ehefrau Henriette, geborene Büchner (* 24. Februar 1796; † 13. Juni 1846 in Breslau). Sein Vater war preußischer Oberst und Kommandeur des 24. Infanterie-Regiments.

### Militärlaufbahn
Als Dreijährig-Freiwilliger trat Rheinbaben 17-jährig am 21. Dezember 1851 in das in Neuruppin von seinem Vater befehligte 24. Infanterie-Regiment ein. Dort wurde er am 1. Oktober 1852 zum  Portepee-Fähnrich ernannt und am 8. November 1853 zum Sekondeleutnant befördert. Zu der Gewehr-Prüfungskommission nach Spandau wurde er vom 1. März 1856 bis zum 1. August 1857 abkommandiert. Bataillonsadjutant war er seit dem 16. März 1858 gewesen. Zum Premierleutnant befördert wurde Rheinbaben am 13. November 1860. Mit dem Regiment zog er in den Deutsch-Dänischen Krieg und nahm an der Belagerung und Erstürmung der Düppeler Schanzen, Gefechten bei Wilhoe, Osterdüppel, Stenderupper Holz und Rackebüll, sowie der Einnahme der Insel Alsen teil. Der Adjutant des Bataillons wurde zum 1. Mai 1865 zum Regimentsadjutanten. Für die Dauer des Deutschen Krieges 1866 war er zum Führer einer Kompanie des mobilen Regimentes ernannt worden und führte sie in der Schlacht bei Königgrätz.
Einen Monat nach der Entbindung aus seinen Kommando wurde Rheinbaben unter der Beförderung zum Hauptmann am 30. Oktober 1866 zu dem unter anderen aus Abgaben aus seinem Stammregiment in Brandenburg neu formierten Infanterie-Regiment Nr. 78 versetzt. In dem zukünftig in Emden stationierten Regiment wurde er zum Kompaniechef ernannt. Am 7. November 1867 erhielt das Regiment seine Benennung. Zur Übung beziehungsweise zum Stamm des Lehr-Infanterie-Bataillons war er in der Zeit vom 14. Mai 1869 bis 15. Juli 1870 als Kompaniechef abkommandiert gewesen.
Während des Deutsch-Französischen Krieges 1870/71 nahm Rheinbaben an der Einschließung von Metz, den Schlachten bei Vionville, Gravelotte und Le Mans, sowie bei den Gefechten bei Vendôme, Monnai und Conlie teil. Für sein „tapferes Verhalten“ während des Krieges als Kompaniechef wurde er mit beiden Klassen des Eisernen Kreuzes sowie dem Mecklenburgischen Militärverdienstkreuz II. Klasse ausgezeichnet und sollte zudem am 12. Januar 1896 Allerhöchste Anerkennung erhalten.
Als „ältester Hauptmann“ wurde er am 16. Oktober 1873 in das 7. Westfälische Infanterie-Regiment Nr. 56 und für dieses als Adjutant bei der 13. Division in Münster versetzt. In seinem Kommando wurde er am 23. Oktober 1873 zum überzähligen Major befördert und am 12. Dezember 1874 mit seiner Versetzung zum 1. Hannoverschen Infanterie-Regiment Nr. 74 nach Hannover abgelöst. Dort wurde er am 24. Dezember zum Bataillonskommandeur ernannt. Als solcher war er vom 29. Mai bis 21. Juni 1879 zu einem Informations-Kursus für Stabsoffiziere der Infanterie bei der Militärschießschule in Spandau abkommandiert gewesen. Zum Oberstleutnant ist er am 18. September 1880 befördert worden. Mit der Ernennung zum Kommandeur des Füsilier-Bataillons im 2. Hanseatischen Infanterie-Regiment Nr. 76 wurde Rheinbaben am 22. März 1881 in die Kaserne nach Lübeck versetzt. Zum etatmäßigen Stabsoffizier war er am 8. November 1883 geworden. Unter Stellung à la suite seines Regiments wurde er am 19. Januar 1884 zum Kommandanten von Metz ernannt. Dort wurde er am 11. November 1884 zum Oberst befördert.

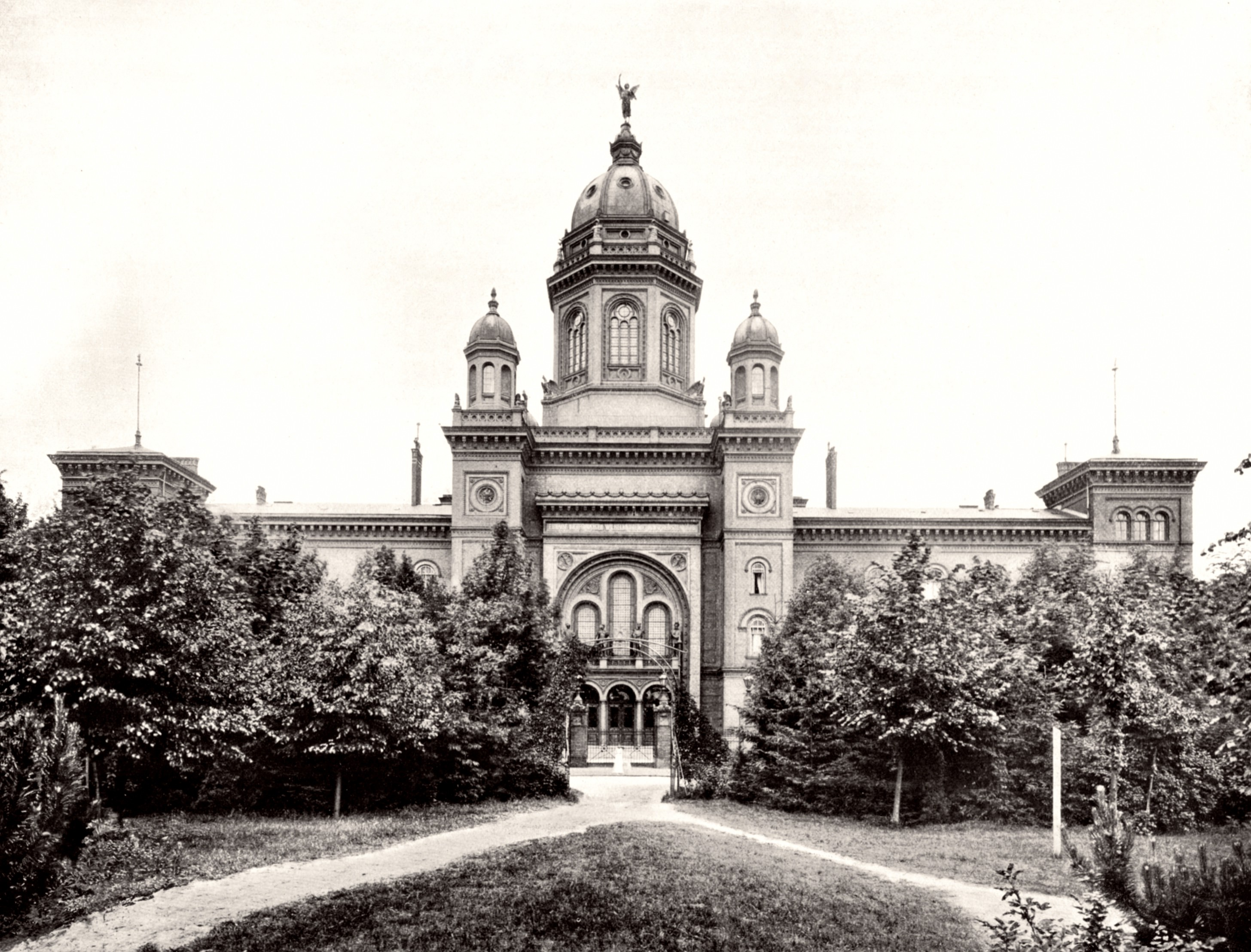
Hauptkadettenanstalt

Unter der Versetzung in das Kadettenkorps wurde Rheinbaben am 26. März 1885 zum Kommandeur der Hauptkadettenanstalt in Groß-Lichterfelde ernannt. Unter der vorläufigen Belassung seines bisherigen Ranges und Gehalts und unter Stellung à la suite des Kadettenkorps wurde er am 18. September 1886 mit der Wahrnehmung der Geschäfte als Kommandeur des Kadettenkorps beauftragt. Mit seiner Beförderung zum Generalmajor wurde er am 18. August 1888 zum Kommandeur des Kadettenkorps und ab 13. November zu dem der 38. Infanterie-Brigade in Hannover ernannt. Oberst Trekow vertrat ihn ab dem 24. Januar 1891. Zum 9. Februar 1891 wurde Rheinbaben in Genehmigung seines Abschiedsgesuches unter der Verleihung des Charakters als Generalleutnant mit der gesetzlichen Pension zur Disposition gestellt.
Für seine langjährigen Verdienste wurde Rheinbaben mit dem Stern zum Roten Adlerorden II. Klasse mit Eichenlaub und Schwertern am Ring ausgezeichnet.

### Familie
Rheinbaben hatte sich am 7. April 1867 in Neuruppin mit Hedwig Adelheid Anastasia Sello, Tochter eines Geheimen Oberjustizrats und Landesgerichtspräsidenten, (* 9. Februar 1841 in Rogasen; † 3. Mai 1930 in Potsdam) verheiratet. Aus der Ehe gingen vier Kinder hervor:
- Georg Karl Werner Paul (* 27. Januar 1868 in Emden; † 14. November 1915 in Wesel als Major im Infanterie-Regiment Hessen-Homburg Nr. 166, Ehemann von Margaretha geborenen Rasch, wohnhaft in Bitsch/Lothringen)
- Hedwig Marie Adelheit (* 2. Juli 1869 in Potsdam; † 13. Januar 1954 ebenda)
- Friedrich Karl Ernst Werner (* 1. August 1871 in Potsdam; † 8. August 1925 in Berlin-Dahlem)[4]